# Julianne Courtice
Julianne Courtice (* 3. November 1991 in Gloucester) ist eine ehemalige englische Squashspielerin.

## Karriere
Julianne Courtice begann ihre Karriere im Jahr 2016 und gewann vier Titel auf der PSA World Tour. Ihre höchste Platzierung in der Weltrangliste erreichte sie mit Rang 28 im Oktober 2020. Mit der englischen Nationalmannschaft nahm sie 2022 an der Weltmeisterschaft teil, bei der die Engländerinnen das Halbfinale erreichte und das Turnier nach einer Niederlage gegen die Vereinigten Staaten auf dem dritten Platz beendeten. Sie beendete im Januar 2023 ihre Karriere. Im Einzel stand sie dreimal im Hauptfeld der Weltmeisterschaften: in der Saison 2018/19 und im Jahr 2022 schied sie jeweils in der ersten Runde aus, während sie bei den Weltmeisterschaften der Saison 2019/20 die zweite Runde erreichte. Bei den britischen Meisterschaften war ihr bestes Resultat der Einzug ins Viertelfinale, was ihr insgesamt dreimal gelang.
Courtice hat einen Abschluss in Physiotherapie von der University of Manchester.

## Erfolge
- Gewonnene PSA-Titel: 4